# William Friese-Greene

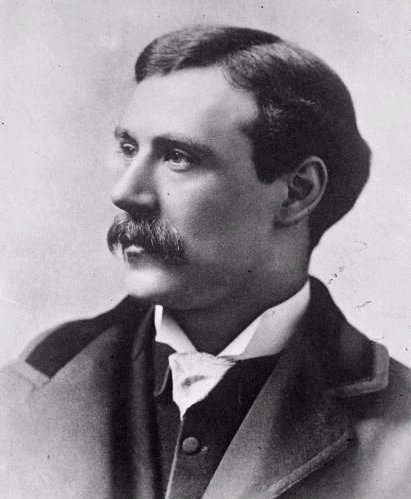
William Friese-Greene um 1890

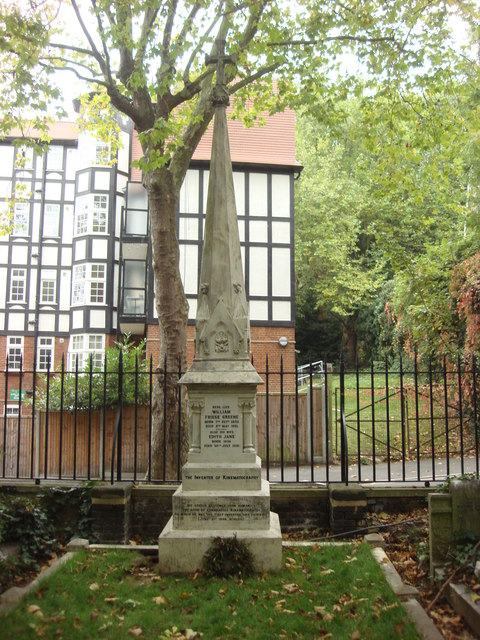
Friese-Greenes Grab auf dem Highgate Cemetery in London

William Friese-Greene (* 7. September 1855 in Bristol; † 8. Mai 1921 in London; eigentlich William Edward Green) war ein britischer Fotograf und Erfinder.

## Leben
William Green wurde durch John Arthur Roebuck Rudge in Bath im Jahr 1882 mit dessen Reihenfotografien und „Bio-Phantascope“ bekannt gemacht. Ab 1885 war er Auftraggeber von Annibal Légé & Co., 31-32 Kirby Street, Hatton-garden, London. Er ließ sich eine Maschine bauen, mit der er Papierstreifen perforierte. 1888–89  half ihm der Ingenieur Mortimer Evans eine Kamera für Reihenaufnahmen entwerfen. Er meldete 1889 eine chronofotografische Kamera zum Patent an, mit der er in der Lage war, 10 Bilder pro Sekunde auf Papierfilm, später auf Rollfilm aufzunehmen. Evans und Green teilten sich in das englische Patent, Nr. 10'131, vom 21. Juni 1889. Eine neue Kamera baute Evans 1893, Britisches Patent 22'954, sehr ähnlich der Kamera, die der Elektroingenieur Frederick Henry Varley 1889–90 für Green konstruierte.
Green hat 1889 erst eine Simplex-Kamera verwendet. Er verließ den ihm unerträglichen Gedanken, dass es bei der Darstellung eines bewegten Bildes Dunkelpausen geben soll, und wandte fortan das Duplex-Verfahren an. Die erhaltenen Apparate dienten der Erkundung, wie Belichtung von jeweils zwei Aufnahmen und Filmtransport miteinander zu verbinden wären. Die lange Zeit als stereoskopische Apparate angesehenen Kameras von William Green sind in Wahrheit Duplexkonstruktionen.
Als eine Bank, an der Green beteiligt war, pleiteging, fand er sich 1891 im Gefängnis wieder.
Nach seiner Heirat nannte er sich Friese-Greene, zu Ehren seiner Frau und mit zusätzlichem e für den Wohlklang. Sein Sohn war der Kameramann Claude Friese-Greene.
1895–96 begann eine Zusammenarbeit Greens mit dem Kinoindustriellen John Alfred Prestwich, für den er Kameras, eine Kopiereinrichtung und einen Duplex-Projektor entwarf. Dieser ist erhalten beim Science Museum in London, South Kensington. Es handelt sich dabei um ein technisch ausgereiftes Gerät, das flimmerfreie Projektion bei jeder Bildfrequenz liefert. Die Prestwich-Kameras jedoch sind ausnahmslos Simplex-Geräte. Green musste akzeptieren, dass er in eine Sackgasse geraten war. Heute noch wird von einem Geschehen bei der Aufnahme auf Film etwa die Hälfte nicht festgehalten, je nach dem Öffnungswinkel im Umlaufverschluß.
Die Lebensgeschichte Friese-Greenes war auch Gegenstand einer von Ray Allister verfassten Biographie (1948) und der darauf basierenden Filmbiographie Der wunderbare Flimmerkasten (The Magic Box, 1951), in der der Erfinder von Robert Donat gespielt wurde.
Die Kameras von Evans und Green sind nachgebaut worden.